# Circonscription de Tchita
La circonscription de Daourie (no 43) est une circonscription législative russe du kraï de Transbaïkalie. 
De 1993 à 2007, la circonscription couvrait l'ouest de l'oblast de Tchita du raïon de Kalar au nord au raïon de Krasny Tchilok à l'ouest, ville de Tchita comprise. Avec la fusion de l'oblast de Tchita et de l'Aga-Bouriatie, donnant le kraï de Transbaïkalie, la circonscription a été changée pour couvrir des territoires du nord et de l'est du kraï. 
En 2021, il y avait 391 591 personnes inscrites sur les listes électorales.

## Membres élus
| Élection | Élection | Député                                                              | Parti                                                               |
| -------- | -------- | ------------------------------------------------------------------- | ------------------------------------------------------------------- |
|          | 1993     | Sergueï Markidonov                                                  | Indépendant                                                         |
|          | 1995     | Viktor Kourotchkine                                                 | Indépendant                                                         |
|          | 1999     | Viktor Voïtenko                                                     | Indépendant                                                         |
|          | 2003     | Viktor Voïtenko                                                     | Parti populaire                                                     |
| 2007     | 2007     | Représentation proportionnelle – pas d’élection par circonscription | Représentation proportionnelle – pas d’élection par circonscription |
| 2011     |          | Représentation proportionnelle – pas d’élection par circonscription | Représentation proportionnelle – pas d’élection par circonscription |
|          | 2016     | Nikolaï Govorine                                                    | Russie unie                                                         |
|          | 2021     | Aleksandr Skatchkov                                                 | Russie unie                                                         |